# エーロ・ヤルネフェルト
エーロ・エリク・ニコライ・ヤルネフェルト（フィンランド語: Eero Erik Nikolai Järnefelt、1863年11月8日 - 1937年11月15日）は、フィンランドの写実主義の画家。

## 略歴
帝政ロシア統治下にあったフィンランド大公国領カレリアの都市ヴィープリ（現ヴィボルグ）に生まれた。父はロシア帝国陸軍将校のアウグスト・アレクサンドル・ヤルネフェルト、母は（子供たちの活躍によって）「フィンランドの芸術文化の母」と呼ばれるエリサベト・ヤルネフェルトである。妹アイノは1892年に作曲家ジャン・シベリウスと結婚した。他にカスパル、アルヴィド、エレン、アルマス、ヒリャ、シグリドの兄弟姉妹がいた。
1874年からヘルシンキの美術協会の美術学校で学び、1883年から1886年の間はサンクトペテルブルクのロシア帝室美術アカデミーでパヴェル・チスチャコフらに学んだ。1889年にパリに留学し、私立の美術学校、アカデミー・ジュリアンでトニ・ロベール＝フルーリーやウィリアム・アドルフ・ブグローに学んだ。パリでは自然主義の画家、ジュール・バスティアン＝ルパージュの作品に影響を受けた。1889年に旅行先のケウルーで女優のサイミ・スワンと出会い、翌年結婚した。1890年代にドイツを旅し、1894年から1895年の間はイタリアを旅した。
1902年からヘルシンキ大学で美術を教え、1912年に教授に任じられ、1923年に名誉博士号を贈られた。1931年にフィンランド美術アカデミーの校長に任じられた。
代表作の「賃金奴隷」（1893年）は、焼畑農業の様子を描いたものである。
ヤルネフェルトはとりわけ現在のコリ国立公園の風景に惹かれた。1911年にはアルフレッド・ウィリアム・フィンチやイルマリ・アアルトと共に、コリの雄大な風景を描いている。描いた風景画はヘルシンキ駅のレストランで目にすることができる。

## 作品

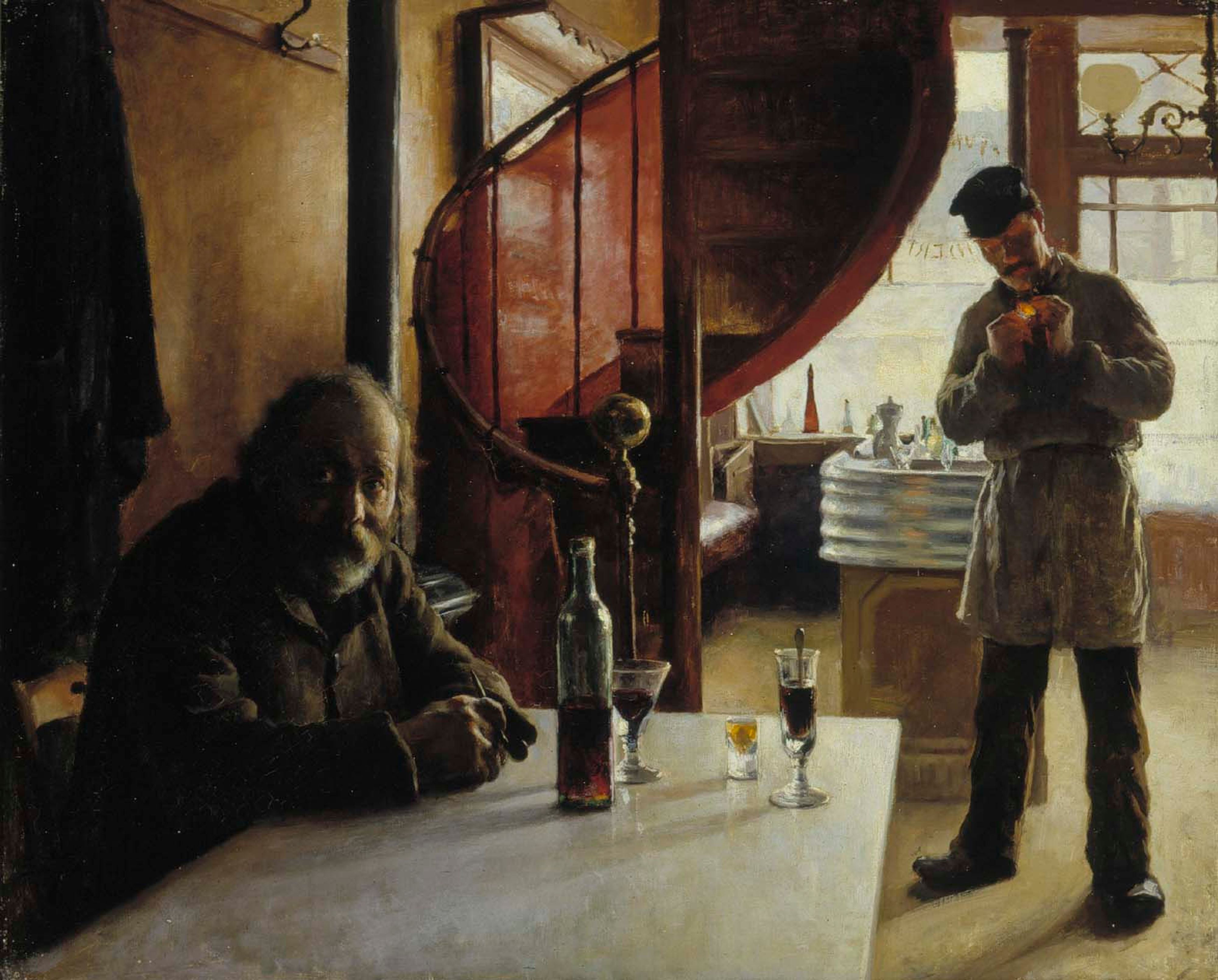
French wine bar (1888)
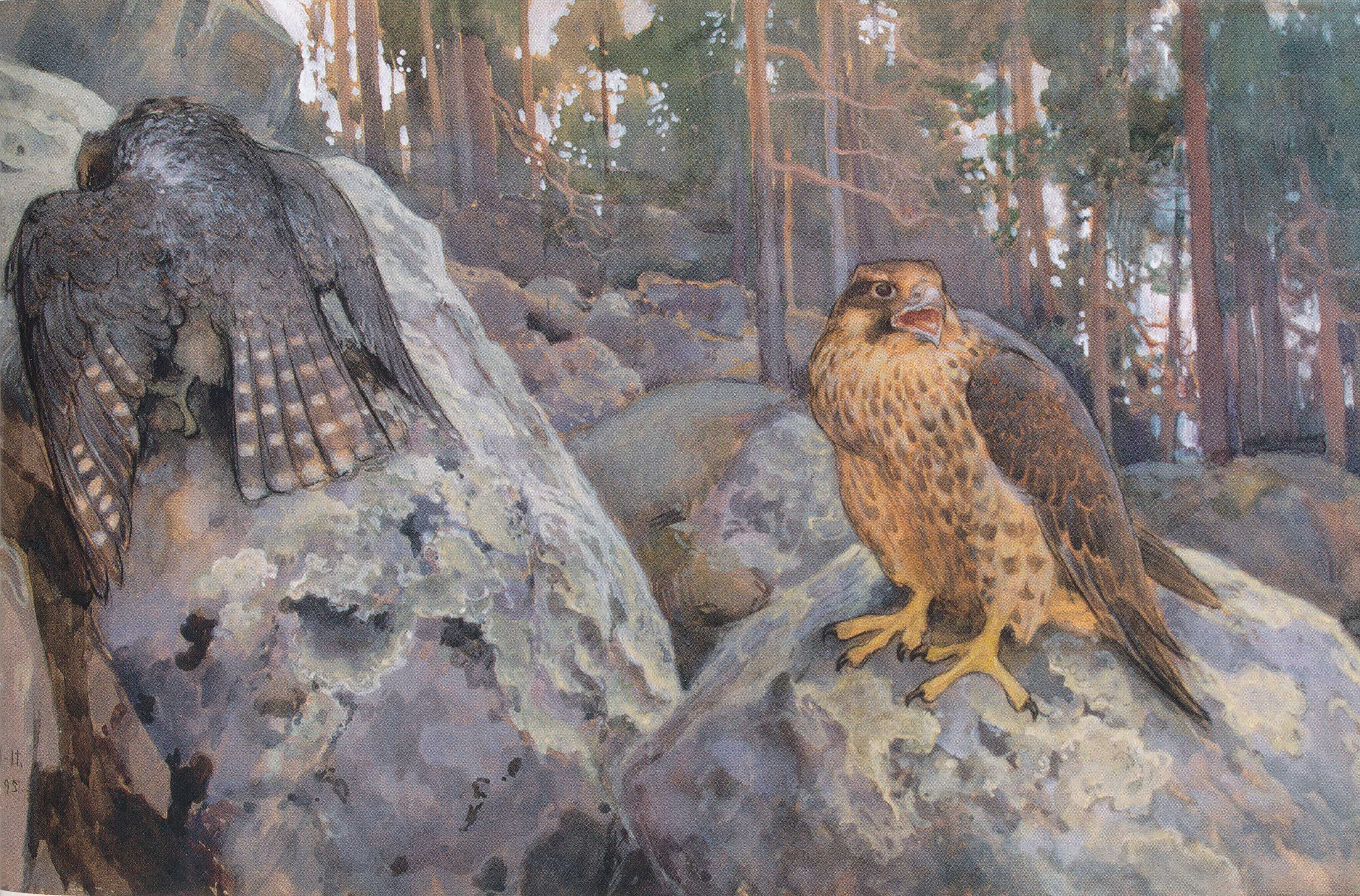
Falcons in the Forest (1895)
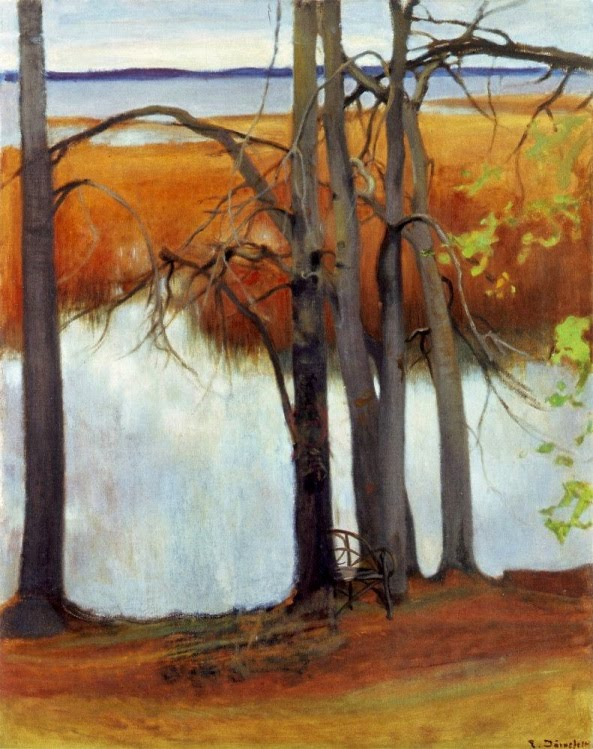
A Bed of Reeds (1905)
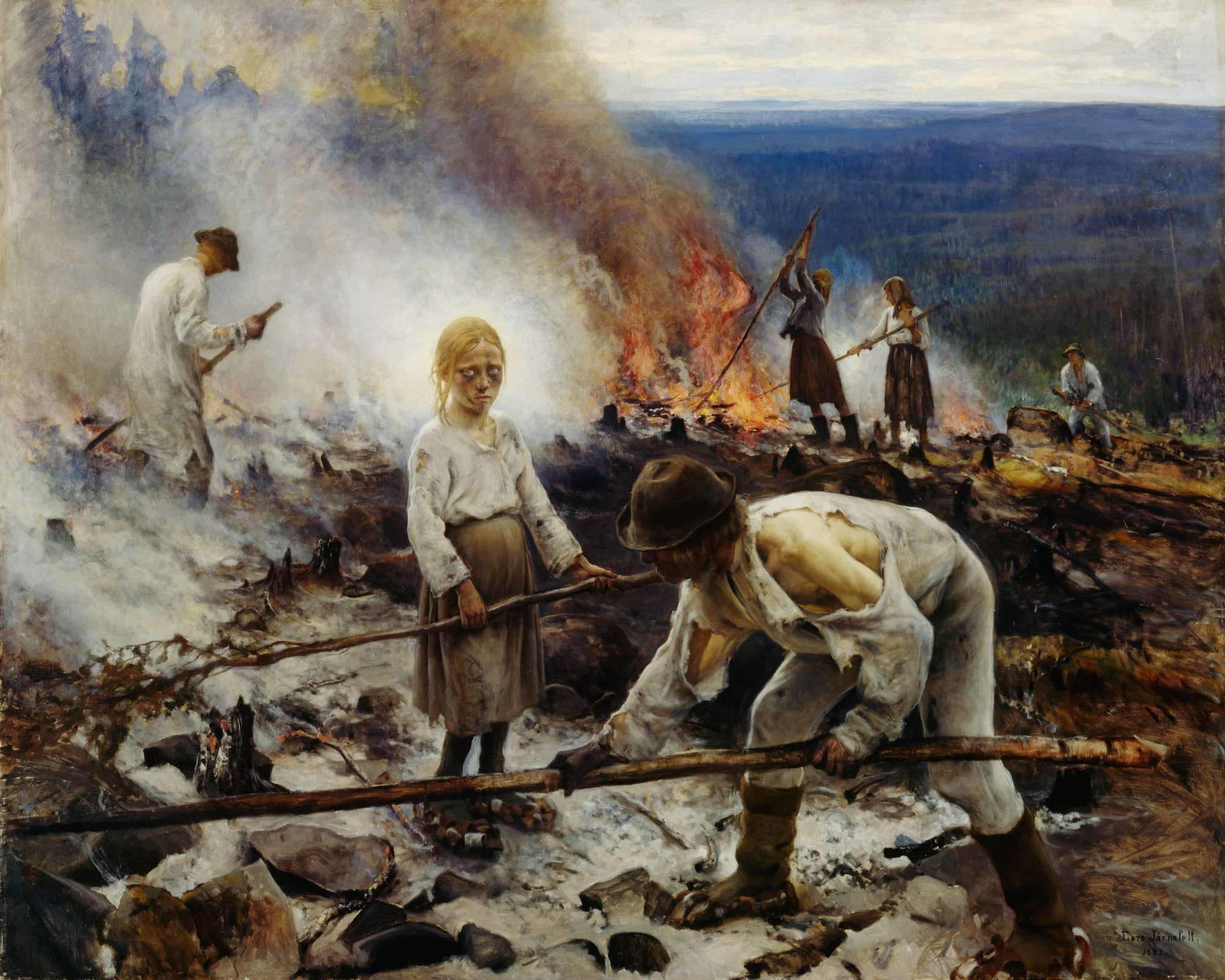
Burning the Brushwood (Under the Yoke, 1893)。アテネウム美術館収蔵
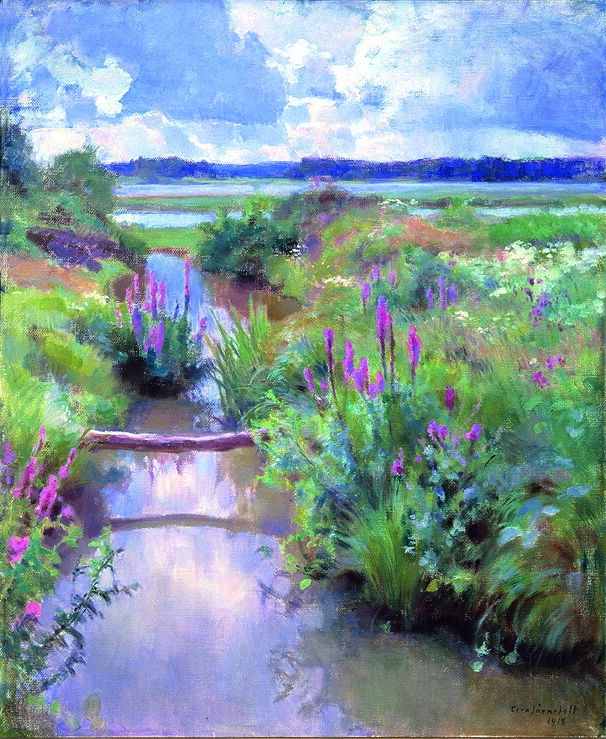
Blooming Summer (1918)
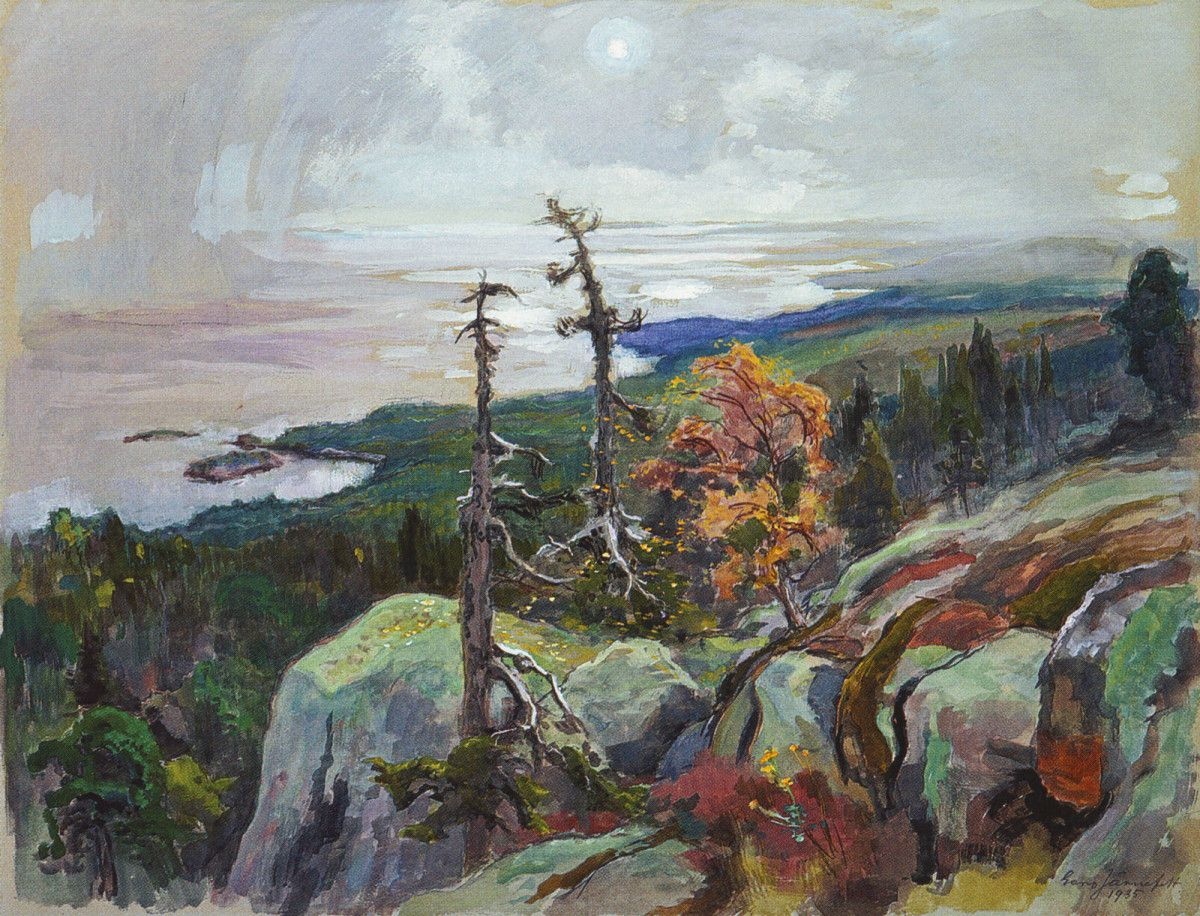
View of Koli (1935)